# Organetto due bassi
L'organetto a due bassi è uno strumento musicale a mantice appartenente alla famiglia degli aerofoni, precisamente alla categoria delle fisarmoniche diatoniche. Nell'Italia centrale e meridionale è conosciuto anche come "ddu' botte".

## Storia
L'organetto a due bassi è stato inventato nel 1829 da Cyrill Demian, costruttore di organi e pianoforti a Vienna. Inizialmente era denominato "accordion", dato che era stato creato solo per formare accordi ma non una melodia. In questa versione, in effetti, erano presenti solo cinque note che permettevano la formazione di dieci accordi: cinque quando il mantice veniva chiuso e cinque quando veniva aperto.
Tra il 1830 e il 1840 l'accordion si diffuse in Europa partendo da Francia, Germania e Svizzera e successivamente in Russia, Italia, Polonia e Gran Bretagna. 
Nell'estate del 1863 un contadino marchigiano, Paolo Soprani, ospitò un pellegrino austriaco nella sua abitazione a Castelfidardo. Il pellegrino portava con sé uno strumento che affascinò Soprani che all'età di diciotto anni ne costruì una replica. Nel granaio della sua abitazione aprì un piccolo laboratorio e iniziò a vendere i suoi strumenti nei paesi limitrofi, come Loreto, luogo d'incontro di pellegrini, zingari, e commercianti. L'organetto venne accolto con molto interesse e per esigenze di spazio e di produzione, Paolo aprì una fabbrica nel centro di Castelfidardo, mentre il fratello si spostò a Recanati. In breve tempo la produzione di organetti divenne un'industria caratteristica della zona.
Un'altra versione dell'arrivo dell'organetto a Castelfidardo attribuisce l'inizio della produzione a Francesco Ianni, piccolo falegname che, di ritorno da un pellegrinaggio a Loreto, riportò in paese un organetto. Insieme al fratello Giuseppe, Ianni apportò diverse modifiche all'organetto, aggiungendo nuove file di tasti per migliorare la qualità del suono.
Con il passare degli anni all'organetto fu aggiunta una doppia fila di tasti che permise di aumentare il numero di tasti a 14 tasti e successivamente a 27. Queste note,  molto più precise, permisero di creare delle vere melodie anziché dei semplici accordi. Viene anche inserita una seconda cassa, formata inizialmente da due tasti, dove erano presenti bassi e accordi che servivano ad accompagnare la melodia. 
Inizialmente lo strumento era uno strumento molto costoso e quindi accessibile soprattutto alla borghesia; era utilizzato per accompagnare canti e balli folkloristici.
La produzione di organetti in Italia aumentò rapidamente: nel 1924 erano attivi novantatré fabbricanti. Con l'invenzione della fisarmonica cromatica, tuttavia, la richiesta degli organetti bitonici diminuì. Riprese poi vigore negli anni settanta grazie ai suonatori del cosiddetto folk revival. A partire dal 1993 diverse aziende produttrici hanno ripreso la produzione dell'organetto a due bassi data la grande richiesta, radicata soprattutto nel centro-sud ma anche in alcune zone del Piemonte e Veneto. 
Attorno al 2020 è attiva una trentina di produttori di organetti; il prodotto italiano è ritenuto uno dei migliori in commercio.

## Rapporto con Castelfidardo
La produzione di organetti a Castelfidardo contribuì notevolmente ad arricchire, sia dal punto di vista culturale che economico, una zona in cui per il resto era prevalente l'attività agricola.
Attorno al 2020 Castelfidardo risulta ancora il principale centro italiano per la produzione di organetti, con la più alta produzione nazionale di strumenti e la più alta esportazione di strumenti di grande manifattura in tutto il mondo.
Il palazzo comunale di Castelfidardo ospita il Museo Internazionale della Fisarmonica con una collezione di circa 350 organetti tutti diversi tra loro.

## Caratteristiche
L'organetto a due bassi è formato da 3 parti principali:

### Cassa armonica
La cassa armonica si trova sulla parte destra dell'organetto, dove è posizionata la tastiera melodica. La tastiera è formata da 12 tasti di cui 9 sulla prima fila e 3 (chiamati anche "vocette") sulla seconda disposti al centro della tastiera e alternati ai tasti lunghi. Ha una dimensione di 25 cm di lunghezza, 15 cm di larghezza e 4 cm di profondità.
All'interno della casa sono posizionate due soniere, una per ogni tonalità, e sopra ogni cella è fissata un'ancia che corrisponde alla nota. Generalmente nell'organetto a due bassi è presente un solo registro, chiamato anche "cambiavoce", che permette di cambiare tono.

### Cassa dei bassi
Sulla parte sinistra è presente la cassa dei bassi dove è posizionata una tastiera formata da due tasti: bassi e accordi. La cassa dei bassi ha dimensioni di 19 cm di lunghezza, 7 di larghezza e 5 di profondità. All'interno sono presenti 6 ance (3 per il basso e 3 per l'accordo) e le valvole che consentono il passaggio dell'aria. Sul retro si trova la valvola di sfiato dell'aria che viene azionata dal pollice della mano sinistra. I bassi vengono utilizzati per accompagnare la melodia.

### Mantice
Il mantice sulla parte centrale permette di generare il flusso d'aria e collega le due casse armoniche. Generalmente è di cartone pressato e piegato con un rivestimento in stoffa.

## Funzionamento
Il movimento del mantice genera un flusso d'aria che permette la formazione del suono. L'organetto è dotato di sottilissime ance di metallo fissate su una piastra in ottone che permette loro di vibrare, e, al passaggio dell'aria, di produrre il suono. Ogni ancia è intonata con una nota diversa e in base alla loro grandezza produrranno un suono diverso: più è piccola l'ancia più il suono risulterà acuto, più è grande più il suono sarà grave. La struttura esterna generalmente è in legno lavorato o rivestito in celluloide a scopi decorativi. 
L'organetto a due bassi ha due bottoni nella tastiera sulla parte sinistra: 
- il tasto superiore in chiusura emette l'accordo di tonica, in apertura quello di dominante
- il tasto inferiore suona il basso di tonica in chiusura e dominante in apertura

La mano destra aziona la tastiera del canto producendo la melodia.

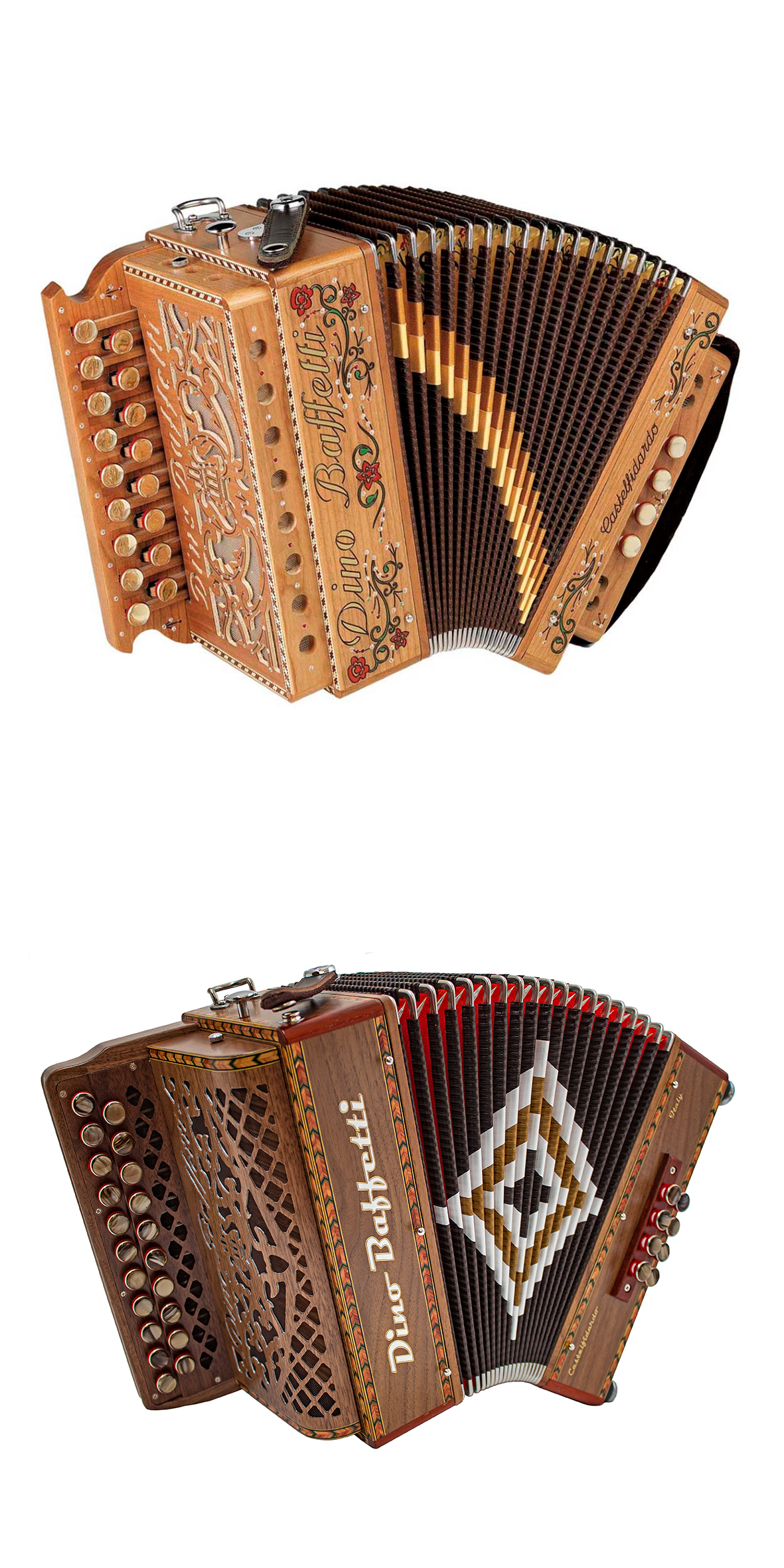
In alto un organetto a 4 bassi e in basso uno a 8 bassi

## Tipologie di organetto
Le caratteristiche dell'organetto a due bassi sono rimaste quasi invariate nel tempo ma i materiali utilizzati nella fabbricazione si sono evoluti. Inizialmente l'organetto era prodotto esclusivamente in legno di mogano, ciliegio, abete e noce ma con il passare del tempo è stata usata anche la celluloide (soprattutto per rappresentare nuove fantasie e colorazioni differenti dal legno classico), sono stati aggiunti nuovi registri e i telai del mantice sono diventati più sottili.
Queste caratteristiche hanno permesso l'evoluzione del organetto a due bassi verso quelli a 4, 8 o 12 bassi, con lo scopo di soddisfare le esigenze dei suonatori con maggiori tonalità e armonie.
Differenze tra le tipologie di organetti
|               | Tasti       | Registri | Dimensioni              | Peso     |
| ------------- | ----------- | -------- | ----------------------- | -------- |
| Due bassi     | 12 o 17     | 1        | 29 cm X 25 cm X 15 cm   | ~ 2.7 kg |
| Quattro bassi | 13, 17 o 19 | da 1 a 5 | 32 cm X 25 cm X 16 cm   | ~ 3.2 kg |
| Otto bassi    | 19 o 21     | da 1 a 5 | 34 cm X 24,4 cm X 15 cm | ~ 3.6 kg |
| Dodici bassi  | 21          | più di 5 | 35 cm X 31 cm X 19 cm   | ~ 5.3 kg |

## Differenze rispetto alla fisarmonica
L'organetto a due bassi e la fisarmonica appartengono entrambi alla famiglia degli aerofoni: sfruttano il flusso d'aria generato dal mantice che a sua volta attiva le ance. La differenza principale tra i due strumenti è che l'organetto usa una scala diatonica mentre la fisarmonica usa la scala cromatica. La scala diatonica (DO RE MI FA SOL LA SI) è formata da sette delle dodici note che compongono la scala cromatica (DO DO# RE RE# MI FA FA# SOL SOL# LA LA# SI), data l'assenza delle alterazioni presenti in quella cromatica.
Un'altra differenza tra i due strumenti è che l'organetto è uno strumento bitonico mentre la fisarmonica è unitonica. La differenza sta nel suono che viene prodotto dalle ance: nella fisarmonica se viene chiuso o aperto il mantice il suono dei tasti resta invariato, mentre nell'organetto ogni tasto emette un suono diverso a seconda della direzione dell'aria.
Esistono vari tipi di ance (voci) che si diversificano per robustezza, materiali e manodopera. Generalmente i tipi più utilizzati sono tre:
- Ance in alluminio dolce e linguette fissate a macchina
- Ance "superdural" in duralluminio e linguette fissate a macchina
- Ance "a mano" in duralluminio e linguette fissate a mano

Le ance, dopo essere state intonate dalla fabbrica, vengono perfezionate dall'accordatore con l'applicazione delle "pelli" che regolano il passaggio dell'aria e la successiva installazione sulle soniere. 
Fisarmonica e organetto si differenziano anche per la presenza dei registri (leve che cambiano le ance dove passa il flusso d'aria e modificano la voce). L'organetto generalmente possiede due o tre registri solo sulla cassa armonica mentre nella fisarmonica i registri si trovano sia sulla cassa armonica che su quella dei bassi.

## Utilizzo e generi
In periodo contemporaneo l'organetto viene generalmente utilizzato per accompagnare il ballo o il canto ma inizialmente veniva suonato nei momenti di svago dal lavoro agricolo. Nel secondo dopoguerra era utilizzato, soprattutto nell'Italia meridionale, in feste patronali, battesimi, cresime, matrimoni ma a anche a conclusione di lavori nei campi come la semina o il raccolto e la mietitura.
Con il passare degli anni venne quasi dimenticato, soprattutto con l'evoluzione della fisarmonica che permetteva di suonare molte più melodie. Questo cambiò negli anni settanta del novecento con il Folk Revival ma anche con la necessità di recuperare tradizioni musicali scomparse. L'organetto ha avuto anche molta influenza nei canti popolari in seguito alla scomparsa di altri strumenti come la zampogna, fino ad arrivare a coprire un repertorio musicale composto da canti tradizionali e produzioni urbane come liscio, balli latino-americani, baciate, polke, valzer e mazurche.
L'organetto è molto conosciuto per l'accompagnamento di danze tradizionali. La più diffusa è quella abruzzese che si è diffusa in quasi tutta l'Italia meridionale con il nome di "saltarella".
Dagli anni settanta iniziarono a nascere le prime competizioni tra suonatori, il più delle volte in ricorrenza di feste o sagre. I partecipanti vengono divisi in gruppi in base al genere musicale che suonano (saltarella, polka, mazurca, valzer) o in base alla loro età.